# Производство кофе в Кот-д’Ивуаре
Производство кофе в Кот-д’Ивуаре имеет важное значение для экономики страны, поскольку кофе является вторым по величине экспорта товаром страны.
В 1970-х и 1980-х годах Кот-д’Ивуар был крупнейшим производителем кофе в Африке и одним из крупнейших производителей кофе робусты в мире. Однако в настоящее время производство кофе в Кот-д’Ивуаре значительно сократилось, особенно в сравнении с производством во Вьетнаме и Бразилии. Занимает 14-е место в списке стран мира по производству кофе.

## История
Кофейные зёрна были завезены в страну в XIX веке французскими колонизаторами. Производство кофе было начато в эпоху, когда Кот-д’Ивуар был в составе Французской Западной Африки, что привлекло французские компании к инвестированию в этот сектор. После Второй мировой войны производство кофе выросло с 36 000 тонн в 1945 году до 112500 тонн в 1958 году.
После того, как Кот-д’Ивуар стал независимым, производство кофе достигло своего пика в 1970-х годах, что сделало его третьей по величине экспорта кофе страной в мире, после Бразилии и Колумбии. Однако страна лишилась данного статуса после начала первой гражданской войны.

## Производство и экспорт

### Производство
В основном Кот-д’Ивуар производит кофе робуста.
Ниже приведена таблица, в которой, согласно базе данных ФАО, указано производство «зеленых» (не обжаренных) кофейных зёрен в Кот-д’Ивуаре.
| Год  | Произведено кофе (тонн) | Ист.  |
| ---- | ----------------------- | ----- |
| 1961 | 186,000                 | [ 8 ] |
| 1962 | 97,000                  |       |
| 1965 | 202,105                 |       |
| 1970 | 279,610                 |       |
| 1975 | 270,400                 |       |
| 1980 | 249,608                 |       |
| 1985 | 277,082                 |       |
| 1990 | 285,164                 |       |
| 1995 | 194,968                 |       |
| 2000 | 380,000                 |       |
| 2005 | 230,000                 |       |
| 2010 | 94,372                  | [ 9 ] |
| 2011 | 32,291                  |       |
| 2012 | 121,426                 |       |
| 2013 | 103,743                 |       |
| 2014 | 114,387                 |       |
| 2015 | 127,000                 |       |
| 2016 | 106,000                 |       |
| 2017 | 34,000                  |       |
| 2018 | 108,000                 |       |
| 2019 | 142,000                 |       |

Производство кофе достигло пика (380 000 тонн) в 2000 году. Однако вследствие первой и второй гражданских войн, объём производства сокращался на протяжении более чем десяти лет. В 2014 году министр сельского хозяйства Кот-д’Ивуара объявил о новой цели по ежегодному производству в 400 000 тонн кофе к 2020 году, что тогда превышало объём производства примерно в четыре раза.